# Antoni Adamiuk
Antoni Władysław Adamiuk (* 18. Dezember 1913 in Old Forge, Pennsylvania, USA; † 25. Januar 2000 in Opole) war ein polnischer römisch-katholischer Geistlicher und Weihbischof in Opole.

## Leben
Antoni Adamiuk wurde am 18. Dezember 1913 als Sohn polnischer Emigranten in Old Forge geboren. Später kehrte die Familie nach Polen zurück und ließ sich in Maksymówka in der heutigen ukrainischen Oblast Ternopil nieder. Von 1925 bis 1933 besuchte Adamiuk das Juliusz-Słowacki-Gymnasium in Tarnopol. Nach dem Abitur studierte er Philosophie und Katholische Theologie an der Jan-Kazimierz-Universität in Lemberg. Am 18. Juni 1939 empfing er in der Mariä-Himmelfahrt-Kathedrale durch den Erzbischof von Lemberg, Bolesław Twardowski, das Sakrament der Priesterweihe.
Adamiuk war zunächst als Pfarrvikar und Katechet in der Pfarrei St. Stanislaus in Busk tätig. Im Mai 1944 musste er die Region verlassen. In der Folge wirkte er von Juni 1944 bis Mai 1945 in Strzelce Wielkie. Anschließend war Antoni Adamiuk Seelsorger und Religionslehrer in den Pfarreien Heilig Kreuz in Klisino und St. Hedwig in Szonów. 1946 wurde er zudem Dechant des Dekanats Głubczyce. Ab 1957 war Adamiuk Verantwortlicher für den Religionsunterricht in der Apostolischen Administratur Opole sowie Leiter der Abteilung für die Katechese und Referent für Kunst und Kirchenbau. Ferner fungierte er als Prosynodalexaminator und als Zensor im Rahmen des Verfahrens zur Erteilung des bischöflichen Imprimatur für die religiösen Bücher. 1961 wurde er zusätzlich Kanzler der Kurie. Außerdem lehrte Antoni Adamiuk von 1958 bis 1978 Katechetik und Pädagogik am Priesterseminar in Nysa. 1962 verlieh ihm Papst Johannes XXIII. den Titel Päpstlicher Geheimkämmerer.
Am 6. Juni 1970 ernannte ihn Papst Paul VI. zum Titularbischof von Ala Miliaria und zum Weihbischof in Opole. Der Apostolische Administrator von Opole, Franciszek Jop, spendete ihm am 5. Juli desselben Jahres in der Prokathedrale zum Heiligen Kreuz in Opole die Bischofsweihe; Mitkonsekratoren waren der Bischof von Przemyśl, Ignacy Tokarczuk, und der Weihbischof in Opole, Wacław Wycisk, sowie der Apostolische Administrator von Lemberg, Jan Ewangelista Nowicki. Sein Wahlspruch Fiat voluntas tua („Dein Wille geschehe“) stammt aus dem Vaterunser Mt 6,10 . Als Weihbischof war Antoni Adamiuk zudem Generalvikar. Darüber hinaus wirkte er als Verantwortlicher für die Arbeiter- und Bauernseelsorge sowie für das Verlagswesen. In der Polnischen Bischofskonferenz gehörte Adamiuk den Kommissionen für die Arbeiterseelsorge, die Nüchternheit und die Katechese an. Außerdem wurde er im September 1980 Kaplan der Gewerkschaft Solidarność in Opole und 1996 deren Ehrenmitglied.
Papst Johannes Paul II. nahm am 2. September 1989 das von Antoni Adamiuk aus Altersgründen vorgebrachte Rücktrittsgesuch an. Adamiuk starb am 25. Januar 2000 in Opole und wurde auf dem Franziskanerfriedhof auf dem St. Annaberg beigesetzt.